# كليماكس بلوز باند
كليماكس بلوز باند (بالإنجليزية: Climax Blues Band)‏ فريق روك بريطاني تشكل في ستافورد بإنجلترا عام 1967 على يد المغني وعازف الهارمونيكا كولين كوبر (1939-2008) وعازف الجيتار وعازف الجيتار بيت هايكوك (1951-2013) وعازف الجيتار ديريك هولت (مواليد 1949) وعازف الجيتار وعازف لوحة المفاتيح ريتشارد جونز (مواليد 1949)، وعازف الدرامز جورج نيوسوم (مواليد 1947)، وعازف لوحة المفاتيح آرثر وود (1929-2005).
أصدر الفريق 19 ألبومًا على الأقل وصعدت إلى قائمة أفضل 10 ألبومات في المملكة المتحدة مع أغنية «لم أستطع الحصول عليها بشكل صحيح Couldn't Get It Right». كانت تلك الأغنية وأغنية «أنا أحبك I Love You» ناجحة أيضًا في الولايات المتحدة؛ وصلت أغنية «لم أستطع الحصول عليها بشكل صحيح» إلى المركز الثالث على بيلبورد هوت 100 عام 1977، و«أنا أحبك» بلغت ذروتها في المرتبة 12 عام 1981.

## وصلات خارجية
- الموقع الرسمي للفريق.
- كليماكس بلوز باند على موقع allmusic.
- كليماكس بلوز باند على موقع songfacts.